# Les Sentinelles de la nuit
Pour les articles homonymes, voir Les Sentinelles.
Les Sentinelles de la Nuit, ou Night Watch : les sentinelles de la nuit (en russe : Ночной дозор, Notchnoï Dozor) est un roman de fantasy urbaine de Sergueï Loukianenko publié en 1998. L'histoire est axée sur une confrontation entre deux groupes « surnaturels » (collectivement appelés « les Autres ») qui s'opposent : le Contrôle de la Nuit (Night Watch), une organisation consacrée au contrôle des actions des Autres de l'Ombre ; et le Contrôle du Jour (Day Watch), qui contrôle les actions des Autres de la Lumière.
Le roman est le premier d'une pentalogie qui continue avec Day Watch : les sentinelles du jour (Dnevnoï Dozor, Дневной дозор), Twilight Watch (quelquefois traduit en Dusk watch) : les sentinelles du crépuscule (Soumeretchny Dozor, Сумеречный дозор), Last Watch (aussi traduit Final Watch) (Posledniy Dozor, Последний дозор) et New Watch (Novyi dozor, Новый дозор) qui ne sont pas encore traduits en Français. La première histoire du roman, Destinée, a été adaptée en un film russe à succès, Night Watch qui, bien qu'il garde les personnages et la plupart des événements du roman original, modifie certains éléments importants de l'histoire.

## Contexte
Dans l'univers de fiction de cette série de romans, il existe une sorte de dimension parallèle, « derrière » le monde que nous connaissons, appelée la Pénombre. L'action du roman se concentre sur un groupe de personnes appelé les Autres, des êtres humains qui sont entrés dans la Pénombre et ont acquis des pouvoirs surnaturels. Les Autres sont entre autres les humains (sorciers, voyants et sages) d'il y a longtemps qui ont compris comment entrer dans la Pénombre. Cependant, les Autres sont différents des humains, ils sont nés en tant que Autre.
La Pénombre n'offre pas ses pouvoirs sans contrepartie : elle se nourrit de l'énergie des Autres qui entrent en elle. S'ils sont trop faibles, ils sont consumés, et ne reviennent jamais dans le monde réel. L'aura d'un Autre, ou son état émotionnel, au moment de sa première entrée dans la Pénombre, détermine s'il deviendra un Clair ou un Sombre. De plus, une fois choisie l’Ombre ou la Lumière, un Autre doit choisir quels pouvoirs spécifiques il va tirer de la Pénombre. Des variations telles que vampire, magicien ou guérisseur sont possibles, chacune avec ses propres bénéfices et restrictions. Souvent, le choix des pouvoirs est guidé par l'état d'esprit de ce moment, mais si le choix entre Sombre et Clair est fait au moment d'une Initiation, un Contrôle peut essayer de diriger les pouvoirs de quelqu'un vers ce dont ils ont besoin à ce moment-là. L’Initiation correspond, pour un Autre, à ne pas choisir la Lumière ou l'Obscurité mais choisir de faire officiellement partie du Contrôle de la Nuit (Clairs) ou du Contrôle du Jour (Sombres). Un Autre peut découvrir ses pouvoirs sans être initié comme membre d'un Contrôle, simplement en entrant dans la Pénombre et en devenant Clair ou Sombre. Le choix de devenir un Clair ou un Sombre, ainsi que les pouvoirs spécifiques qui sont acquis, est en général définitif.
La séparation entre l'Ombre et la Lumière a toujours existé entre les Autres. Les Clairs croyaient que c'était leur devoir d'aider le faible et le sans défense. Les Sombres bannissaient toute obligation. Ils faisaient ce qu'ils voulaient, sans considération pour la morale et les conséquences. Depuis plusieurs millénaires, les deux camps étaient engagés dans une lutte brutale. Les deux étaient prêt à utiliser tous les moyens nécessaires pour obtenir la victoire. Finalement ils réalisèrent que s'ils continuaient leur lutte, aucun des deux camps ne survivrait. Les leaders de chaque camps établirent le Grand Traité : un ensemble de lois pour régir la manière dont les Autres utilisent leurs pouvoirs. Les Clairs créèrent le Contrôle de la Nuit, les Sombres le Contrôle du Jour, pour s'assurer qu'aucun camp ne violerait le Traité. L’Inquisition, un groupe comprenant des Clairs et des Sombres, fut créé pour arbitrer.
S'ils les dépensent trop vite, les Autres peuvent utiliser les sentiments et les émotions des humains les entourant pour recharger leurs pouvoirs. Les Sombres utilisent des émotions négatives comme la douleur ou la colère, les Clairs utilisent des émotions positives comme la joie. Se nourrir de la douleur la fait augmenter, tandis que se nourrir de la joie la fait diminuer. Comme les émotions négatives sont beaucoup plus faciles à obtenir chez les humains, cet état de fait crée une situation dans laquelle les pouvoirs des Sombres sont plus faciles à recharger et sont beaucoup plus facilement disponibles que ceux des Clairs.
Depuis la signature du Traité, Le Contrôle de la Nuit et le Contrôle du Jour gardent un œil l'un sur l'autre, en reportant diligemment toute violation. Les vieux chefs continuent de comploter, utilisant l'humanité et les Autres comme leurs pions. Seul le temps dira lequel des deux camps prédominera.

## Structure et style
Le roman est découpé en trois histoires : « Un autre destin », « Seul parmi les autres » et « Réservé aux autres ». Chaque histoire est composée d'un prologue suivi par huit chapitres dans la première histoire, et sept chapitres dans chacune des suivantes. Mis à part le prologue, la majeure partie de chaque histoire est écrite à la première personne, le narrateur étant le personnage du Mage Clair Anton Gorodetsky, un membre du Contrôle de la nuit de Moscou. Les événements de chaque prologue, ainsi que quelques autres événements épars dans les histoires, sont écrits à la troisième personne et prennent place complètement hors de la présence d'Anton. La totalité du roman est écrite au passé.

## Résumé de l'intrigue
Le livre est composé de trois histoires, qui sont apparemment indépendantes au premier regard, mais elles sont en fait liées.

### Un autre destin
Un mage réticent récemment réassigné au travail de terrain, Anton Gorodetsky suit la trace de vampires en buvant du sang pour les pister. Alors qu'il suit dans le métro un jeune garçon (Egor), qui a été appelé par deux vampires, il remarque une jeune femme, Svetlana, qui a un énorme Vortex de Damnation au-dessus de sa tête. Anton trouve les vampires qui appelaient Egor avec leur pouvoir et, comme ils n'ont pas la licence requise, tue l'un d'eux, pendant que l'autre (une femme) s'enfuit.
Il retourne au quartier général du Contrôle de la Nuit, où son chef, Boris Ignatievitch, l'informe qu'il pourrait être en danger car Zabulon (le chef du Contrôle du Jour) pourrait vouloir se venger de lui pour avoir tué des Sombres, et lui donne une chouette empaillée appelée Olga (qui se transformera plus tard en une femme), pour le protéger. Anton commence par rejeter l'offre, puis il retrouve Olga dans son appartement et accepte avec réticence. Le jour suivant il utilise illégalement ses pouvoirs pour faire le bien (en changeant la moralité d'une personne, un sort appelé « remoralisation ») et se querelle avec une Sombre du Contrôle du Jour, Alisa Donnikova. Ils se mettent d'accord sur le fait qu'Alisa pourra utiliser ses pouvoirs pour faire un acte maléfique mineur en échange de son silence. Il découvre peu après qu'Olga peut parler et est une magicienne piégée dans un corps de chouette par punition.
Anton va à l'appartement d'Egor pour le protéger de la vampire, puis le perd presque au moment où Egor entre, involontairement, dans la Pénombre pour la première fois. De manière surprenante, il demeure quand même non affilié, ni à la Lumière ni à l'Ombre. Pendant ce temps, Boris Ignatievitch envoie un incube, Ignat, à la jeune femme maudite, Svetlana Nazarova, pour l'aider à se détendre et lui faire dire qui peut l'avoir maudite, mais en vain. Finalement, Anton est réassigné à rendre visite à Svetlana, et pendant ce temps, la vampire appelle Egor et il la rejoint sur le toit.
Anton réussit à découvrir que Svetlana est une puissante Autre (sans le savoir) qui s'est involontairement maudite elle-même à cause de sa culpabilité (pour ce qu'elle a fait à sa mère). Anton revient alors sur le toit d'Egor pour le trouver lui et la vampire, ainsi que pas mal d'autres agents Clairs et Sombres, dont le voisin d'Anton, Kostya Saushkin, qui est un vampire. Zabulon les rejoint et attaque Anton. Mais à ce moment-là, un des Mages Clairs, Ilya, se révèle être Boris Ignatievitch, qui avait échangé leurs corps. Alors que les plans de Zabulon semblent compromis, et Egor étant sur le point de choisir la Lumière, dans une dernière tentative, Alisa utilise son accord Anton pour lui faire dire à Egor toute la vérité. Anton révèle à Egor qu'il était un pion utilisé par Boris Ignatievitch et Zabulon dans leurs intrigues. Énervé, Anton quitte le toit, en ayant le sentiment d'avoir été abusé.

### Seul parmi les autres
Une Sombre, Galina Rogova, est assassinée par Maxime, un mystérieux meurtrier qui utilise un poignard en bois enchanté, et qui se fait appeler "le Juge". Le jour suivant, Boris Ignatievitch annonce que le Contrôle du Jour soupçonne un des agents du Contrôle de la Nuit. Tout le monde semble avoir un alibi, hormis Anton. Boris Ignatievitch pense qu'Anton a été piégé par le Contrôle du Jour, et utilise ses pouvoirs pour échanger les corps d'Anton et d'Olga (Olga se trouvant temporairement plus faible). Dans le corps d'Olga, Anton se rend alors avec Svetlana à son appartement pour se cacher, et, une fois là-bas, révèle qu'il est en réalité Anton, ce qui rend furieuse Svetlana car elle venait juste de dire à "Olga" qu'elle aimait Anton. Plus tard dans la soirée ils vont au restaurant où ils aperçoivent un Sombre inoffensif avec sa famille. Le Sombre va aux toilettes, où Maxime l'attendait pour le tuer. Anton, curieux de savoir pourquoi le Sombre n'est pas revenu des toilettes, quitte Svetlana un bref instant et découvre le corps. Boris Ignatievitch se montre alors et demande à Svetlana de lui donner quelque chose qui pourrait aider à reconnaître le tueur, et Svetlana lui envoie par télépathie l'image de l'aura de la femme de Maxime. Zabulon arrive alors et reconnaît Anton dans le corps d'Olga, l'accusant du meurtre. Anton fuit pendant que Zabulon essaie de le frapper avec un réel pouvoir destructif, et il réussit à héler une voiture. Ce qu'il ne savait pas c'est que le couple dans la voiture est Maxime et sa femme. En rentrant chez lui, Anton appelle Olga pour qu'ils ré-échangent leurs corps.
Attendant Olga dans le métro, Anton tombe par hasard sur Egor et a une courte conversation avec lui. Olga arrive et Anton et Olga ré-échangent leurs corps en utilisant une incantation qui révèle que le vrai nom de Boris Ignatievitch est Gesar. Tandis qu'il parle avec Olga, Anton se rend compte que le Contrôle du Jour le pourchasse seulement dans le but d'exaspérer Svetlana et la pousser à utiliser ses pouvoirs illégalement, ce qui les autoriserait à se débarrasser d'elle, ou au moins à la mettre hors d'état de nuire. Anton prend alors le métro et alors qu'il descend à une station, poursuivi par un Sombre, une silhouette venant de la Pénombre, un mage défunt, indique qu'Anton devrait aller à la Tour Ostankino. Il tue le Mage Sombre qui le poursuivait et prend son apparence pour se dissimuler. Il arrive à la tour pour constater que le Contrôle du Jour y a établi son QG temporaire. En pénétrant secrètement dans les lieux, il voit Tigre, présente en tant qu'inspecteur pour le Contrôle de la Nuit et un lot de Mages Sombres incompétents contrôlant sa recherche. En quittant la tour, Anton passe par la maison d'Egor et pense que Zabulon est en train de se venger de lui en lui tendant un piège.
Pendant ce temps, Maxime sent la présence d'un Sombre et part en chasse. Il finit par trouver le Sombre et est stupéfait quand il découvre que c'est le jeune Egor. Anton les retrouve et parle avec Maxime, lui expliquant le traité entre la Lumière et l'Ombre, mais Maxime ne veut pas s'y conformer, faisant remarquer qu'Egor grandira et deviendra un Mage Sombre, et qu'il vaut mieux le tuer maintenant. Anton s'interpose quand Maxime essaie de tuer Egor, et ils se battent dans la Pénombre. Anton se rend compte que tuer Maxime signifierait que plus rien ne pourrait attester de son innocence, et est poignardé par Maxime. Gesar arrive alors, suggère que Maxime devrait devenir membre de l'Inquisition, et quand Anton se vante d'avoir encore déjoué les manœuvres de Zabulon, Gesar révèle que Zabulon n'a rien à voir avec ça et que tout ça avait été planifié par le Contrôle de la Nuit pour augmenter le niveau magique de Svetlana.

### Réservé aux autres
Un vieil homme arrive d'Ouzbékistan et est intercepté par une équipe de Sombres menée par Alisa, qui l'attaque en pensant qu'il détient un artéfact convoité. Pendant qu'ils se battent, son fils s'éclipse de manière inaperçue avec l'artéfact.
Tous les agents du Contrôle de la Nuit vont à la maison de campagne de Tigre pour se détendre, mais Anton n'arrive pas à s'amuser, car il est préoccupé par les pouvoirs grandissants de Svetlana qui influencent leur relation et la raison pour laquelle Gesar les a envoyé à l'écart. Il finit par rentrer et quand il retourne à son appartement, il découvre Zabulon lisant calmement un journal en l'attendant. Zabulon révèle qu'Alisher, le jeune homme d'Ouzbékistan, a amené avec lui un artéfact, une craie. Les recherches d'Anton indiquent que ce serait la Craie du Destin et qu'elle pourrait être utilisée par les Clairs pour modifier le destin, ce qui permettrait de changer le monde pour instaurer un nouvel ordre mondial. Des discussions avec Olga et plus tard Gesar révèlent qu'en fait c'est Svetlana qui doit utiliser la Craie pour réécrire un destin.
En marchant dehors, Anton collecte l'énergie de tous les passants qu'il voit, prenant leur joie. Anton rejoint Gesar, Svetlana, Zabulon, Egor et Maxime sur un toit où Svetlana s'apprête à réécrire un destin, pendant qu'une tempête se prépare. Svetlana ouvre alors le Livre du Destin. Gesar pense qu'Anton pourrait utiliser l'énergie qu'il a accumulé pour arrêter la tempête, mais Anton l'utilise à la place sur lui-même via un simple sort de remoralisation. Surprise, Svetlana arrête de réécrire le destin d'Igor et demande conseil à Anton, mais Anton dit qu'elle doit décider elle-même quoi écrire. Le Livre disparaît, et Gesar remarque qu'elle n'a rien écrit, elle a seulement effacé des choses. Egor retourne d'un état de Mage Sombre potentiel à un état non-affilié. Zabulon remarque que leur opération a échoué à cause de l'indécision de Svetlana et, triomphant, s'en va. Anton remarque alors que la Craie que Svetlana a utilisée n'est pas entière. Gesar révèle que la réécriture du destin d'Egor par Svetlana était juste une diversion, et pendant ce temps, Olga a réécrit le destin d'une autre personne, révélée plus tard. Gesar révèle que la vraie nature de son plan était de sauver son amour pour Olga. Sans ses pouvoirs complets, leur amour était condamné.

## Pouvoirs
Dans l'univers des Sentinelles de la nuit, les personnages ont différentes caractéristiques et niveaux de pouvoirs.
- les Magiciens : les Magiciens de niveau faible sont très nombreux, tant chez les Clairs que chez les Sombres. Les Magiciens peuvent se spécialiser dans le pouvoir de voyance, guérison, malédiction et mauvais sort, magie de combat, ou bien d'autres capacités. Les puissants Magiciens sont connus pour vivre des vies particulièrement longues. Gesar, Anton, Semyon, Alisher, Ilya, Garik, Tolik et Zabulon sont des Magiciens de différents niveaux.
- les Magiciennes : terme pour la version féminine du Magicien, telle qu'Olga, Svetlana et Yulia. Svetlana remarque que la différence entre Magicienne et Sorcière réside dans la façon dont leurs pouvoirs se manifestent : les Sorcières utilisent des sorts, des rimes et différentes aides extérieures pour faire marcher leur magie, tandis que les Magiciennes utilisent des gestes et invoquent directement le pouvoir de la Pénombre. Une Sorcière est sans défense si on la dénude et qu'on lui rase la tête, tandis que mettre une Magicienne hors d'état de nuire exige de la bâillonner et d'attacher ses mains.
- les Métamorphes : les Métamorphes peuvent se changer en animal, ce qu'ils utilisent souvent dans les combats de magie. Les Métamorphes semblent choisir un type d'animal particulier pour leurs transformations, comme un chat, un lézard, un ours, ... On trouve des Métamorphes aussi bien chez les Clairs que chez les Sombres, bien que le terme Métamorphe soit plus souvent utilisé pour les Sombres, tandis que beaucoup de Clairs préfèrent le terme de "Magicien Transformateur". Ils peuvent se transformer seulement en une espèce spécifique de l'animal choisi à part Ours et Tigre qui peuvent se changer en n'importe quelle espèce d'ours et de tigre respectivement. Il y a de très faibles différences entre les Métamorphes et les Magiciens Transformateurs, autre que le camp dans lequel ils sont : Semyon observe que si Tigre avait été d'une humeur différente le jour où elle est entrée dans la Pénombre pour la première fois, elle serait devenue une Métamorphe Sombre au lieu d'une Magicienne Claire.
- les Vampires : les Vampires sont considérés comme des Autres de bas niveau, et particulièrement mal considérés par l'ensemble des Sombres. Une personne peut naître Vampire ou être Engendrée, mais tous sont morts-vivants et sans âme. Tous les Vampires ont soif de sang, certains choisissent de boire uniquement du sang issu des dons mais des licences pour chasser les humains peuvent être obtenues. Ils sont capables de manger de la nourriture humaine normale, mais ça n'a pas de goût pour eux. L'alcool est un poison mortel pour un Vampire. Ils peuvent sortir pendant la journée, mais ils n'aiment pas quand le soleil tape. Kostya et ses parents sont des Vampires.
- les Loups-garous : un type de métamorphe chez les Sombres. Êtres imposants et hirsutes issus des légendes humaines, ils possèdent une force sauvage ainsi que des dents et des griffes redoutables. Les phases de la Lune ont un impact considérable sur leurs capacités. Ben qu'il puissent se transformer à volonté, la pleine lune leur procure plus de puissance. Pendant cette période, ils sont beaucoup plus influencés par la Pénombre et peuvent refuser de reprendre leur forme humaine, un état appelé Lunacie[1].
- les Incubes et les Succubes : un type d'Autre qui possèdent un magnétisme et une attraction sexuelle extrêmes, ce qui est leur capacité principale. Ignat est un Incube, bien qu'en tant que Clair, il utilise sa capacité sous les ordres de Gesar.
- les Sorcières : Les Sorcières diffèrent des magiciens dans le fait qu'elles ne tirent pas leurs pouvoirs directement de la Pénombre, à la place elles créent des artéfacts qui accumulent lentement de grandes quantités de puissance au fil du temps. C'est en même temps un avantage et un inconvénient. Si une sorcière veut atteindre les niveaux de puissance plus élevés, elle doit sacrifier l'aspect de jeunesse que les magiciennes conservent (bien qu'elles puissent utiliser des illusions pour prendre l'apparence qu'elles veulent).
- les Devonas : un humain d'une intelligence très faible qu'un magicien puissant investit d'une grande puissance dans le but qu'il soit son serviteur. Le père d'Alisher était un Devona créé par Gesar. Ce n'est pas un statut acceptable socialement pour l'individu concerné, qui se retrouve souvent évité et rejeté.
- les Golems : créature créée à partir de divers matériaux (glaise, bois, métal) par un magicien dans un but particulier, comme la surveillance.
- les Sorciers : la version masculine de la Sorcière.

## La Pénombre
La Pénombre, bien qu'étant une sorte de dimension parallèle derrière le monde humain ou normal et donc n'ayant pas de sensations, absorbe sans discrimination l'énergie de quiconque y entre. Un Autre entre dans la Pénombre en entrant dans sa propre ombre, et dès lors elle commence à drainer sa force. La seule façon de survivre dans la Pénombre est de lui céder lentement de l'énergie. La compétence requise pour rester (ou même entrer) dans la Pénombre pour une période de temps prolongée est acquise par un entrainement professionnel. Les Autres qui n'ont pas cette capacité mais qui se débrouillent pour entrer dans la Pénombre prennent un risque plus grand d'être complètement vidés de leur énergie et de leur vie.
La nature de la Pénombre n'est pas complètement expliquée dans le premier roman. Elle est composée de sept couches ou niveaux, chaque niveau demande plus de puissance pour y entrer et y rester. Chaque couche est assez différente de la précédente. La plupart des Autres ayant une certaine puissance ne peuvent pas aller plus loin que le 3e niveau, un magicien plus puissant peut s'enfoncer jusqu'au 5e niveau. Un Mage hors catégorie tels que Gesar ou Zabulon peut parvenir jusqu'au 6e niveau. Seul un Mage dit "niveau 0" peut parvenir jusqu'au 7e. Un Mage de niveau 0 apparaît seulement tous les mille ans environ.
La Pénombre est accessible seulement aux Autres (aussi bien vivants que morts), des objets magiques particuliers, et certains animaux. Les Autres entrent dans la Pénombre en faisant remonter leur ombre, augmentant son volume et sa densité, et ensuite en passant à travers.
Comme mentionné précédemment, des objets magiques particuliers peuvent entrer dans la Pénombre. Cependant, ce n'est pas tant qu'ils peuvent entrer dans la Pénombre mais plutôt qu'ils existent dans plusieurs niveaux de réalité. Par exemple, une amulette de cuivre dans le monde des humains peut être vue dans la Pénombre comme une petite boule de feu.